# For My Pain…
For My Pain… é um supergrupo finlandês de metal gótico formado em 1999 na cidade de Oulu, Ostrobótnia do Norte por músicos conhecidos de grupos como Eternal Tears of Sorrow, Embraze, Charon, Nightwish e Reflexion.

## História
A ideia para o For My Pain… teve início em 1999, quando o baixista Altti Veteläinen e o baterista Petri Sankala, ambos do Eternal Tears of Sorrow, queriam começar um novo projeto musical. Eles então convidaram seus colegas, os músicos Lauri Tuohimaa (Embraze, Charon) e Tuomas Holopainen (Nightwish) para tocarem guitarra e teclado, respectivamente. Todas as partes haviam demonstrado interesse, no entanto, eles estavam ocupados com suas bandas principais, o que resultou no adiamento do projeto.[carece de fontes?]
Em 2001, tanto o Eternal Tears of Sorrow quanto o Nightwish tiveram uma breve pausa nas atividades, o que possibilitou que o grupo desse início a gravação de seu álbum de estreia. Para completar a formação foram convidados o cantor Juha Kylmänen (Reflexion) e o guitarrista Olli-Pekka Törrö (ex-Eternal Tears of Sorrow).[carece de fontes?]
O disco Fallen foi então finalmente lançado em 31 de março de 2003 através da Spinefarm Records. A tradicional revista finlandesa Soundi deu três de cinco estrelas em sua avaliação do álbum. O single "Killing Romance" também foi disponibilizado em 16 de junho de 2004 e alcançou o sétimo lugar nas paradas da Finlândia.
O grupo chegou a realizar algumas performances ao vivo esporádicas, e um hipotético segundo álbum foi cogitado a ser produzido em 2006, no entanto isso não aconteceu devido aos compromissos profissionais e pessoais de seus integrantes.
Anos depois, em 13 de dezembro de 2023, a banda anunciou que retornaria aos palcos em maio de 2024, juntamente com um novo material que será lançado até o final do referido ano. Sankala e Holopainen optaram por não retornar ao grupo, sendo anunciada a substituição de ambos por Ari-Matti Pohjola e Marco Sneck, respectivamente.

## Formação

### Atual
- Altti Veteläinen – baixo (desde 1999)
- Lauri Tuohimaa – guitarra (desde 1999)
- Juha Kylmänen – vocais (desde 2001)
- Olli-Pekka Törrö – guitarra (desde 2001)
- Ari-Matti Pohjola – bateria (desde 2023)
- Marco Sneck – teclado (desde 2023 · ao vivo: 2004)

### Ex-membros
- Tuomas Holopainen – teclado (1999–2005)
- Petri Sankala – bateria (1999–2005)

### Membros de apoio
- Pasi Hiltula – teclado (ao vivo: 2005)

## Discografia

### Álbuns de estúdio
- Fallen (2003)

### Singles
- "Killing Romance" (2004)
- "Recoil Into Darkness" (2024)